# Jungersenichthys
Jungersenichthys elongatus
Genre
Espèce
Jungersenichthys est un genre fossile de poissons à nageoires rayonnées de l’ordre des Gasterosteiformes qui ont vécu au cours de l’Éocène inférieur. Une seule espèce est connue, Jungersenichthys elongatus (Blot, 1980).

## Répartition
Des restes fossiles de Jungersenichthys ont été mis au jour en Italie.

## Systématique
Le nom valide complet (avec auteur) de ce taxon est Jungersenichthys Blot (d), 1981,,.

### Synonymes
Jungersenichthys a pour synonyme :
- Jungensenichthys Blot, 1981

Jungersenichthys elongatus a pour synonyme :
- Jungensenichthys elongatus Blot, 1980

### Publication originale
- Jacques Blot, « La faune ichthyologique des gisements du Monte Bolca (Province de Vérone, Italie). Catalogue systématique présentant l'état actuel des recherches concernant cette faune », Bulletin du Muséum national d'histoire naturelle. Section C Sciences de la terre, 4e série, vol. 2, no 4,‎ 1980, p. 339-396